# Suzhou Ladies Open
Suzhou Ladies Open – żeński turniej tenisowy kategorii WTA 125K series rozgrywany w latach 2013–2014 zaliczany do cyklu WTA, oraz w latach 2012 od 2015 rozgrywany jest turniej rangi ITF rozgrywany na twardych kortach w Chińskim miejscowości Suzhou.

## Mecze finałowe

### gra pojedyncza
| Rok                 | Mistrzyni          | Finalistka    | Wynik         |
| 2019                | Peng Shuai         | Zhu Lin       | 6:2, 3:6, 6:2 |
| 2018                | Zheng Saisai       | Jana Čepelová | 7:5, 6:1      |
| 2017                | Sara Errani        | Guo Hanyu     | 6:1, 6:0      |
| 2016                | Chang Kai-chen     | Wang Yafan    | 4:6, 6:2, 6:1 |
| 2015                | Zhang Kailin       | Duan Yingying | 1:6, 6:3, 6:4 |
| ↑ ITF ↑             |                    |               |               |
| 2014                | Anna-Lena Friedsam | Duan Yingying | 6:1, 6:3      |
| 2013                | Szachar Pe’er      | Zheng Saisai  | 6:2, 2:6, 6:3 |
| ↑ WTA 125K series ↑ |                    |               |               |
| 2012                | Hsieh Su-wei       | Duan Yingying | 6:2, 6:2      |
| ↑ ITF ↑             |                    |               |               |

### gra podwójna
| Rok                 | Mistrzynie                       | Finalistki                         | Wynik          |
| 2019                | Jiang Xinyu Tang Qianhui         | Ankita Raina Rosalie van der Hoek  | 3:6, 6:3, 10–5 |
| 2018                | Misaki Doi Nao Hibino            | Luksika Kumkhum Peangtarn Plipuech | 6:2, 6:3       |
| 2017                | Jacqueline Cako Nina Stojanović  | Eri Hozumi Miyu Katō               | 2:6, 7:5, 10–2 |
| 2016                | Hiroko Kuwata Akiko Ōmae         | Jacqueline Cako Sabina Sharipova   | 6:1, 6:3       |
| 2015                | Yang Zhaoxuan Zhang Yuxuan       | Tian Ran Zhang Kailin              | 7:6(4), 6:2    |
| ↑ ITF ↑             |                                  |                                    |                |
| 2014                | Chan Chin-wei Chuang Chia-jung   | Misa Eguchi Eri Hozumi             | 6:1, 3:6, 10–7 |
| 2013                | Tímea Babos Michaëlla Krajicek   | Han Xinyun Eri Hozumi              | 6:2, 6:2       |
| ↑ WTA 125K series ↑ |                                  |                                    |                |
| 2012                | Timea Bacsinszky Caroline Garcia | Yang Zhaoxuan Zhao Yijing          | 7:5, 6:3       |
| ↑ ITF ↑             |                                  |                                    |                |